# Limpopo
Limpopo (UK: /lɪmˈpoʊpoʊ/; Tiếng Bắc Sotho, tiếng Tsonga, tiếng Venda, Afrikaans, tiếng Tswana: Limpopo; tiếng Nam Ndebele: ILimpopo) là tỉnh cực bắc của Cộng hòa Nam Phi, giáp biên giới với các tỉnh Gaza và Maputo của Mozambique, các quận Nam, Đông Nam, Kgatleng và Trung của Botswana, các tỉnh Matabeleland Nam và Masvingo của Zimbabwe. Nó được đặt tên theo sông Limpopo, chảy dọc biên giới bắc và tây tỉnh. Từ "Limpopo" bắt nguồn từ tiếng Bắc Sotho: diphororo tša meetse, nghĩa là "thác xối mạnh". Tỉnh lỵ là Polokwane (tên cũ Pietersburg).
Limpopo từng là nửa bắc tỉnh Transvaal cho tới năm 1994, và ban đầu mang tên Bắc Transvaal. Năm sau đó (1995), tên tỉnh đổi thành tỉnh Bắc. Đến năm 2003, tên tỉnh đổi thành Limpopo sau sự cân nhắc của chính quyền tỉnh và với đó hiến pháp được sửa đổi. Mapungubwe là một tên khác được đề xuất cho tỉnh.
Limpopo có tỉ lệ người nghèo cao nhất trong các tỉnh Nam Phi, với 78,9% sống dưới ngưỡng nghèo quốc gia. Năm 2011, 74,4% dân số sống trong vùng truyền thống hay bộ lạc, so với mức trung bình cả nước 27,1%. Tiếng Bắc Sotho là ngôn ngữ của một nửa người dân Limpopo.